# Équipe paralympique des réfugiés aux Jeux paralympiques d'été de 2020
Une équipe d'athlètes handisport ayant le statut de réfugiés (reconnus comme tels par le Haut Commissariat des Nations unies pour les réfugiés) participe aux Jeux paralympiques d'été de 2020 à Tokyo.
Comme en 2016 où deux réfugiés avaient concouru comme indépendants, le comité international paralympique a émis le souhait de soutenir jusqu’à 6 athlètes sélectionnés pour Tokyo 2020.
L'IPC a ainsi désigné en octobre 2020 Ileana Rodriguez, une ancienne réfugiée et athlète paralympique à Londres 2012, comme cheffe de mission.

## Athlètes et résultats
Ibrahim Al Hussein, un nageur syrien amputé d'un pied, est repéré pour intégrer de nouveau l'équipe en 2020,, tout comme Abbas Karimi, réfugié afghan né sans bras et déjà médaille d’argent aux Championnats du monde de para natation de Mexico 2017
La liste de six athlètes est publiée le 30 juin 2021.
| Athlète            | Pays d'origine | CNP hôte   | Discipline | Événement        |
| ------------------ | -------------- | ---------- | ---------- | ---------------- |
| Ibrahim Al Hussein | Syrie          | Grèce      | Natation   |                  |
| Alia Issa          | Syrie          | Grèce      | Athlétisme | Lancer de massue |
| Parfait Hakizimana | Burundi        | Rwanda     | Taekwondo  | K44 -61 kg       |
| Abbas Karimi       | Afghanistan    | États-Unis | Natation   |                  |
| Anas Al Khalifa    | Syrie          | Allemagne  | Paracanoë  |                  |
| Shahrad Nasajpour  | Iran           | États-Unis | Athlétisme | Lancer de disque |